# Vegetação da Albânia

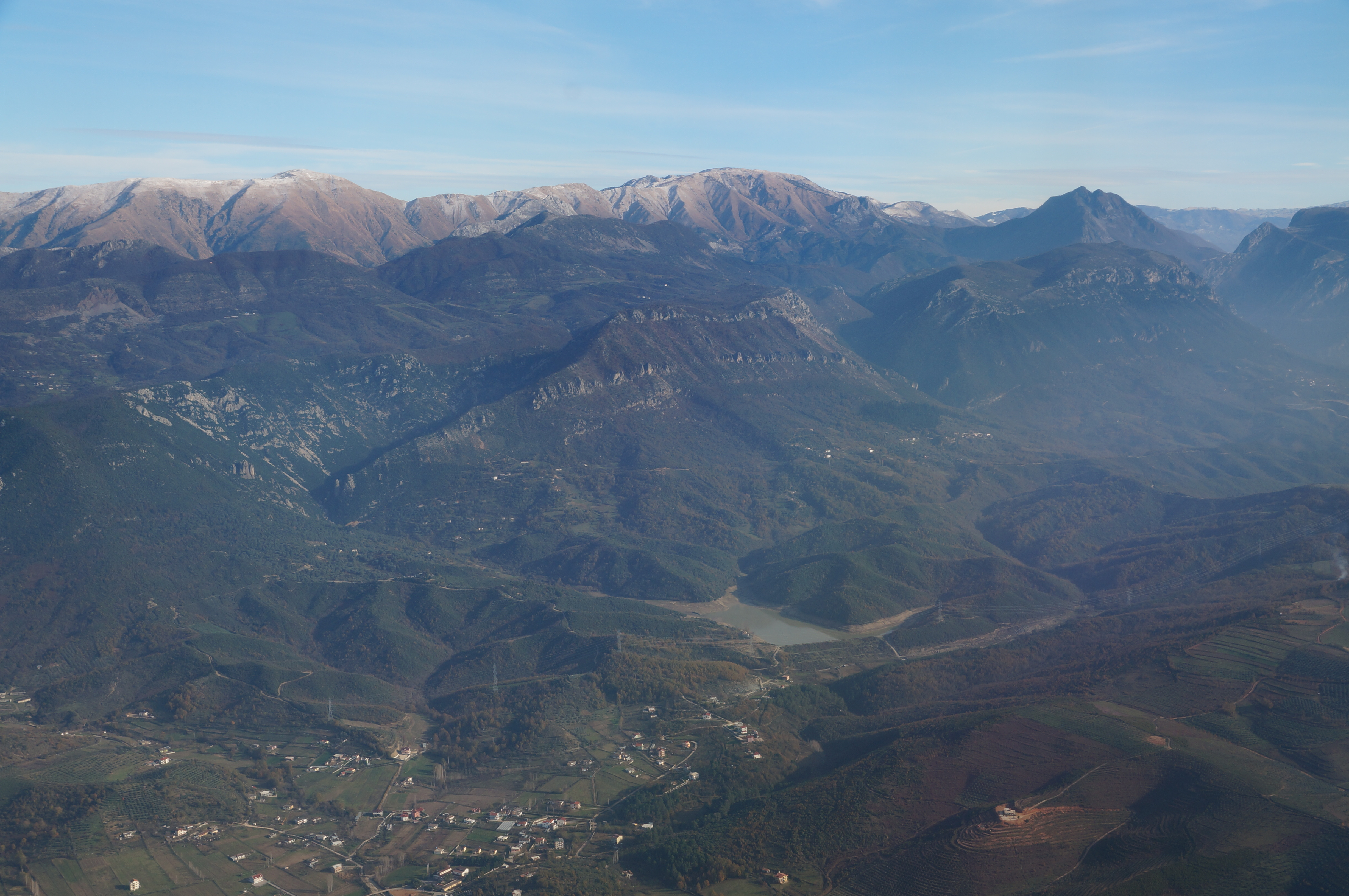
Vegetação montanhosa da Albânia.

A Albânia, localizada na região dos Bálcãs, possui uma rica diversidade de vegetação devido à sua variedade de paisagens, condições climáticas e história geológica. Essa diversidade resulta em uma paisagem vegetal que varia desde florestas exuberantes até áreas de vegetação rasteira e montanhosa.

## Características

### Florestas
As florestas ocupam uma parte significativa do território albano, especialmente nas regiões montanhosas do país. As principais espécies de árvores encontradas nas florestas incluem carvalhos, faias, pinheiros, abetos e árvores frutíferas, como castanheiras e nogueiras. Estas florestas são o lar de uma variedade de vida selvagem, incluindo ursos, lobos, veados, javalis e uma variedade de aves.

### Vegetação Costeira
Ao longo da costa do Mar Adriático e do Mar Jônico, a vegetação é caracterizada por arbustos perenes, como alecrim, zimbro, lentisco e maquis mediterrâneo. Essas áreas também são conhecidas por sua rica diversidade de plantas endêmicas, adaptadas às condições costeiras e ao clima mediterrâneo.

### Vegetação Montanhosa

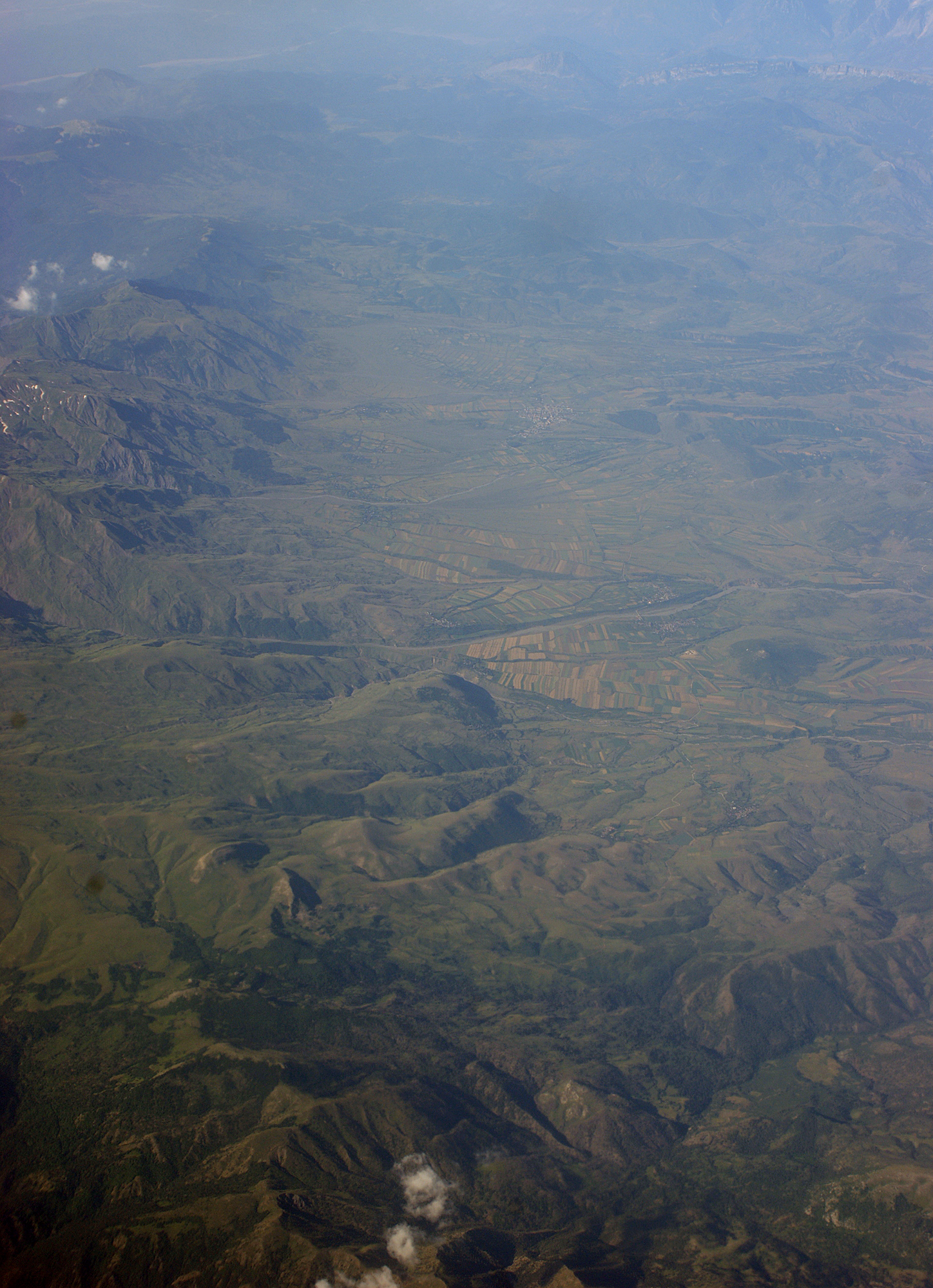
Vegetação em Kolonja.

Nas regiões montanhosas do interior, a vegetação varia de acordo com a altitude e as condições climáticas. Em altitudes mais baixas, encontramos florestas de carvalhos e faias, enquanto em altitudes mais elevadas predominam os bosques de pinheiros e abetos. Nas áreas alpinas mais altas, a vegetação é composta principalmente por gramíneas, musgos e líquens.

### Vegetação de Zonas Úmidas
As zonas úmidas, como pântanos e áreas alagadas, são o lar de uma vegetação específica adaptada às condições úmidas do ambiente. Nestas áreas, é comum encontrar juncos, caniços, salgueiros e outras plantas aquáticas, que fornecem habitat para uma variedade de espécies de aves aquáticas e vida selvagem.

## Agricultura
A agricultura desempenha um papel importante na paisagem vegetal da Albânia, com vastas áreas dedicadas ao cultivo de cereais, vegetais, frutas e azeite de oliva. No entanto, o uso inadequado da terra e a urbanização estão ameaçando algumas das áreas naturais do país, levando à perda de habitat e à degradação ambiental.

## Conservação
Para proteger e conservar sua rica biodiversidade vegetal, a Albânia tem implementado medidas de conservação, incluindo a criação de áreas protegidas, parques nacionais e reservas naturais. Estas áreas desempenham um papel vital na preservação dos ecossistemas únicos do país e na promoção do turismo ecológico.